# Musée des sacs Hendrikje
Le musée des sacs Hendrikje (en néerlandais : Tassenmuseum Hendrikje) est un musée de la ville néerlandaise d'Amsterdam entièrement consacré aux sacs en tout genre de la sacoche à la valise (c'est le plus grand musée du monde qui leur est dédié).
Il a été créé à partir de la collection de Hendrikje Ivo, grand collectionneur de sacs. Ce musée situé sur les bords de l'Herengracht.